# Agulla de l'Encantada
L'Agulla de l'Encantada és una muntanya de 1.131 metres que es troba al municipi de Coll de Nargó, a la comarca de l'Alt Urgell.